# Изубриевка 2-я
Изу́бриевка 2-я — деревня Меньшеколодезского сельского поселения Долгоруковского района Липецкой области.

## Название
Законом Липецкой области от 11 ноября 2015 года № 463-ОЗ Изубриевка Вторая переименована в Изубриевку 2-ю.

## География
Деревня Изубриевка 2-я находится в южной части Долгоруковского района, в 12,5 км к югу от села Долгоруково. Располагается на левом берегу реки Лух.

## История
Изубриевка 2-я возникла в последней четверти XIX века. Основана переселенцами из деревни Изубриевка Первая, по которой получила название. Имела также другое название — «Первовка».
Отмечается в переписи населения СССР 1926 года — 43 двора, 194 жителя. В 1932 году — 174 жителя.
С 1928 года в составе вновь образованного Долгоруковского района Елецкого округа Центрально-Чернозёмной области. После разделения ЦЧО в 1934 году Долгоруковский район вошёл в состав Воронежской, в 1935 — Курской, а в 1939 году — Орловской области. С 6 января 1954 года в составе Долгоруковского района Липецкой области.

## Население
| 2010 |
| ---- |
| 1    |

## Транспорт
Грунтовыми дорогами связана с деревней Большой Колодезь и посёлком Михайловский.